# 38237 Roche
38237 Roche è un asteroide della fascia principale. Scoperto nel 1999, presenta un'orbita caratterizzata da un semiasse maggiore pari a 2,3786621 UA e da un'eccentricità di 0,1617277, inclinata di 1,49774° rispetto all'eclittica.